# Carriacou e Petite Martinique
Carriacou e Petite Martinique è una dipendenza di Grenada che si trova a nord dell'isola e a sud di Saint Vincent e Grenadine, nelle Piccole Antille.

## Geografia fisica

### Territorio
Carriacou è caratterizzata da un terreno collinoso che digrada verso spiagge di sabbia bianca. L'isola si estende dal Pegus Point, a sud, al Gun Point, a nord, per una lunghezza di circa 7 miglia.
L'isola ha numerosi porti naturali, molte barriere coralline e piccole isole al largo.
Il punto più alto dell'isola è High Point North a  291 m s.l.m. 
Carriacou non ha corsi d'acqua e i residenti contano solo sull'acqua piovana.
Le isole Grenadine a nord di Carriacou e Petite Martinique appartengono allo Stato di Saint Vincent e Grenadine.
L'isola di Carriacou è la più grande delle Grenadine, un arcipelago nella catena delle Isole Sopravento Meridionali. Quest'isola ha una superficie di 34 km2 con una popolazione che nel censimento del 1991 contava 4595 residenti. Gli insediamenti principali di Carriacou sono le comunità di Hillsborough, L'Esterre, Harvey Vale e Windward. La vicina isola di Petite Martinique si trova a 2 miglia e mezzo da Carriacou ed è parte anch'essa dello stato di Grenada. Con i suoi 2,37 km2  e una popolazione residente di 900 abitanti è più piccola di Carriacou. La popolazione dell'isola vive di cantieristica marina (costruzione di barche), pesca e marineria.

#### Isole
| oame              | Area     | Popolazione |
| ----------------- | -------- | ----------- |
| Carriacou         | 34 km²   | 4595 pop.   |
| Petite Martinique | 2.37 km² | 900 pop.    |
| Large Island      | 0.50 km² | nessuna     |
| Frigate Island    | 0.40 km² | nessuna     |
| Saline Island     | 0.30 km² | nessuna     |

### Clima
Vi sono due stagioni di durata pressoché uguale: quella delle piogge e quella secca. La stagione secca va dal mese di gennaio a giugno, quando gli alisei dominano il clima. Quella delle piogge è quella del resto dell'anno. Il clima è tropicale.
|       | Celsius °C | Fahrenheit °F |
| ----- | ---------- | ------------- |
| Terra | 27–32 °C   | 80–85 °F      |
| Mare  | 26–30 °C   | 78–82 °F      |

## Storia
Il 27 settembre 1650 Jacques du Parquet acquistò Grenada dalla francese Compagnia delle isole d'America, che si sciolse, per l'equivalente di £1160.
Nel 1657 Jacques du Parquet la rivendette al conte di Cerrillac per l'equivalente di £1890.
Nel 1664 il re Luigi XIV di Francia rilevò le isole indipendenti dai proprietari e fondò la Compagnia francese delle Indie occidentali, che tuttavia si sciolse dieci anni dopo. Il governo privato a Grenada terminò e questa divenne colonia francese come dipendenza di Martinica.
Carriacou e Petite Martinique fecero parte delle colonie francesi fino al 1762, dopo di che furono colonia britannica fino al 1779, tornando allora alla Francia per altri quattro anni, che le cedette nuovamente e definitivamente alla Gran Bretagna nel 1883. Durante questi turbolenti periodi gran parte delle terre di Carriacou e tutte quelle della Petite Martinique erano di proprietà di donne di colore libere (ex schiave  emancipate), membri della famiglia di Judith Philip. È dipendenza da Grenada dal 1974.

## Geografia antropica

### Centri abitati principali
- Bogles
- Hermitage
- Hillsborough

## Amministrazione
Carriacou e Petite Martinique sono una circoscrizione di Grenada. Elvin Nimrod, del Nuovo Partito Nazionale (NPP) di Grenada rappresenta la circoscrizione di Carriacou e Petite Martinique ed è anche ministro per gli affari della circoscrizione.

## Cultura

### Eventi

#### Carriacou
- Carnevale: celebrato in febbraio o all'inizio di marzo.
- Regata: manifestazione istituita nel 1965, ha luogo il primo weekend di agosto; vi partecipano imbarcazioni costruite in loco.[7]
- Parang: nella settimana che precede il Natale si celebra la tradizione natalizia culturale e musicale locale.
- Village Maroons: è un evento che si svolge per tutto l'anno fin dal termine del millennio.
- Carriacou Maroon & String Band Music Festival: è una manifestazione di recente istituzione ma che è cresciuta rapidamente in popolarità e che si tiene annualmente l'ultima settimana di aprile.

#### Petite Martinique
- Regata di Pentecoste: si tiene nel weekend della settimana di Pentecoste.

### Media

#### Radio
- KYAK106.com Carriacou's: è la stazione radio locale ().
- The Harbour Light of the Windwards: è un'emittente radiofonica cristiana ().
- Sister Isles – 92.9 FM

## Infrastrutture e trasporti

### Traghetto
Il sistema di trasporto principale a Carriacou e Petite Martinique è costituito da traghetti.
Le brevi distanze via mare tra le isole Grenadine consentono spostamenti tra loro a mezzo imbarcazioni.

### Autobus
La gente di Carriacou viaggia prevalente sui bus a 15 posti appartenenti ad aziende private.

### Taxi
Taxi e autonoleggi sono disponibili.

### Aeroporti
A Carriacou c'è un piccolo aeroporto, sito a Lauriston, ed è l'aeroporto principale dell'isola. 

### Porti
Un ferry boat noto come Osprey fa la spola tra Carriacou, Grenada e Petite Martinique.